# Trachelophorus dromas
Trachelophorus dromas es una especie de coleóptero de la familia Attelabidae.

## Distribución geográfica
Habita en Madagascar.